# Седлиська (Білгорайський повіт)
Седлиська (пол. Siedliska) — село в Польщі, у гміні Юзефув Білгорайського повіту Люблінського воєводства.
У 1975-1998 роках село належало до Замойського воєводства.